# Échecs progressifs
Les échecs progressifs sont une variante du jeu d'échecs consistant à jouer en un nombre croissant de coups.
Les blancs jouent 1 coup. Les noirs jouent donc 2 coups. 2e coup des blancs, ils jouent 3 coups. On peut mettre échec le roi adverse uniquement au dernier coup du tour.